# Хейльсбергская операция
Хейльсбергская наступательная операция (нем. Heilsberger Operation) — наступательная операция 3-го Белорусского фронта во взаимодействии с Балтийским флотом, проведённая с 10-го февраля по 29-е марта 1945 года в ходе Восточно-Прусской операции.

## Военно-стратегическая ситуация
Под ударами советских войск группа армий «Север», включавшая оперативную группу «Земланд» и 4-ю армию, к 10 февраля была разобщена на три части: земландскую, кенигсбергскую и хейльсбергскую. Всего в вос
точнопрусской группировке насчитывалось 32 дивизии, 2 отдельные группы и бригада. Оперативная группа «Земланд» (9 дивизий) оборонялась на Земландском полуострове и в районе Кенигсберга. 4-я армия  
закрепилась на побережье Балтийского моря юго-западнее Кенигсберга на плацдарме около 180 км по фронту и 50 км в глубину, опираясь на Хейльсбергский укрепленный район. Эта наиболее сильная группировка имела 23 дивизии, в том числе танковую и 3 моторизованные, 2 отдельные группы и бригаду 2, а также большое количество специальных войск и батальонов фольксштурма. 

## Замысел операции
Ставка Верховного Главнокомандования учитывала то обстоятельство, что быстрейшая ликвидация врага в Восточной Пруссии позволила бы за счет высвобождения войск 1-го Прибалтийского и 3-го Белорусского 
фронтов усилить основное, берлинское направление. 9 февраля войскам 3-го Белорусского фронта было приказано не позднее 20—25 февраля завершить разгром 4-й армии. 
Руководствуясь директивой Ставки, командующий 3-м Белорусским фронтом генерал И. Д. Черняховский решил в первую очередь ликвидировать вражеские войска, оборонявшие выступ в районе Прейсиш-Эйлау, затем развить наступление на Хейлигенбейль, то есть расчленить хейльсбергскую группировку на части и порознь уничтожить их. 5-й гвардейской танковой армии была поставлена задача наступать вдоль залива Фришесс-Хафф с целью отрезать противнику пути отхода к побережью и лишить его возможности эвакуироваться на косу Фрише-Нерунг. Прикрытие главной группировки фронта со стороны Бранденбурга предусматривалось силами 5-й общевойсковой армии. Обеспечение наступавших войск с воздуха возлагалось на 1-ю воздушную армию. 
Гитлеровское командование надеялось упорной обороной занимаемых рубежей как можно дольше сковывать крупные силы Советской Армии и не допустить переброски их на берлинское направление. Все предложения насчёт отступления Хейльсбергской группировки войск к Кёнигсбергу оканчивались безрезультатно. Как позже вспоминал в мемуарах комендант города:
Все предложения как со стороны крепости, так и со стороны 4-й армии — расширить полосу связи и тем самым обеспечить отход к Кёнигсбергу — были отклонены ГитлеромОтто Ляш: «Так пал Кёнигсберг» (1958)

## Ход операции
Операция началась 10 февраля 1945 года и вначале шла довольно медленно. Войска 3-го Белорусского фронта при поддержке 1-й воздушной армии начали постепенно замыкать кольцо окружения Хейльсбергской группировки войск, где против РККА отчаянно сопротивлялись до 20 дивизий Вермахта, которые располагали большим количеством артиллерии, танков и боеприпасов. Среднесуточный темп продвижения советских войск не превышал 1,5—2 км. Преодолев один оборонительный рубеж, они наталкивались на следующий и вынуждены были заново готовить и осуществлять прорыв. 
Наибольшего успеха добилась 28-я армия, которая смогла овладеть крайне важным пунктом обороны противника — городом Прейсиш-Эйлау.
Особенно упорное сопротивление враг оказал в районе города Мёльзак, крупного узла дорог и мощного опорного пункта на пути к Хейлигенбейлю и заливу Фришес-Хафф, где наступала ослабленная в предыдущих боях 3-я армия. Трое суток продолжались здесь ожесточенные бои. 17 февраля, после ожесточённых боёв, Красной армии удалось овладеть городом Мельзак. 18 февраля в этом районе был смертельно ранен и затем скончался генерал армии И. Д. Черняховский. Командующим войсками 3-го Белорусского фронта был назначен Маршал Советского Союза А. М. Василевский. 
19 февраля войска Вермахта смогли контратаковать и даже остановить наступление частей РККА.
Из-за усилившегося сопротивления врага и весенней распутицы наступление 3-го Белорусского фронта было временно остановлено. За двенадцать дней (с 10 по 21 февраля) общее продвижение советских войск  
составило от 15 до 30 км.
Ставка Верховного Главнокомандования 17 марта потребовала завершить разгром группировки противника, прижатой к заливу Фришес-Хафф, не позднее 22 марта, а через шесть дней начать разгром кенигсбергской группировки.  
Однако уже 13 марта после 40-минутной артиллерийской подготовки РККА возобновила наступательные действия против войск противника, блокированных вдоль залива Фришесс-Хафф. К середине марта советские войска подошли вплотную к городу Дойч-Тирау, бои за который также шли для красноармейцев крайне тяжело. 16 марта город был взят, через несколько суток, благодаря прорыву, будет взят ещё один важный опорный пункт — город Людвигсорт.
18 марта к поддержке сухопутных войск Красной армии присоединилась и 3 воздушная армия. В результате это значительно усилило давление на немецкую оборону. Плацдарм Хейльсбергской группировки войск неуклонно сужался, позволяя советской артиллерии полностью простреливать всю территорию, занимаемую Вермахтом.
20 марта верховным военным командованием Третьего рейха было принято решение об эвакуации Хейльсбергской группировки (в состав которой также входила 4-я армия) морем. Но вследствие усиления натиска Красной армии, этим планам не суждено было сбыться. Уже 26 марта советские войска вышли к заливу Фришесс-Хафф.
29 марта 1945 года Хейльсбергская группировка войск Вермахта прекратила своё существование, а весь южный берег залива Фришесс-Хафф перешёл под контроль советских войск.